# Klaus B. Harms
Klaus Bernhard Harms (* 14. November 1946 in Nordenham; † 13. Dezember 1999 in Schorndorf) war ein deutscher Journalist und Publizist.

## Leben und Wirken
Harms leitete das Feuilleton der Stuttgarter Nachrichten. Weiterhin arbeitete er als Literaturkritiker für den Radiosender SDR 2.
Ein von Harms verfasstes Theaterstück („Alles Theater“) führte zu einer öffentlichen Auseinandersetzung in Stuttgart. Harms hatte sein Theaterstück dem damaligen Leiter des Schauspiels Friedrich Schirmer zur Beurteilung zugesandt, der hielt dadurch die dem journalistischen Kritiker gebotenen Grenzen für überschritten und machte den Vorgang publik. Daraufhin entließ die Redaktions- und die Verlagsleitung der Stuttgarter Nachrichten Harms fristlos, was er akzeptierte. Nach der Trennung von Harms zogen Chefredaktion und Verlagsleitung der Stuttgarter Nachrichten Kritik von Kultur- und Theaterschaffenden auf sich. In den folgenden Monaten kam es in der Theater- und Kulturszene deutschlandweit zu Solidaritätsbekundungen mit Harms. So wurde beispielsweise ein großes Schild mit der Aufschrift „Rehabilitation für Klaus B. Harms“ vor einer Vorstellung am Schauspielhaus Bochum auf der dortigen Bühne aufgestellt.
Nach seinem Ausscheiden aus der Redaktion der Stuttgarter Nachrichten war Klaus B. Harms als freier Journalist und Publizist für die Saarbrücker Zeitung, die Zeitschriften Die Drei, waldorf und Das Goetheanum, für die Weleda AG und als Herausgeber von Büchern tätig. Er führte außerdem den Bereich PR/Öffentlichkeitsarbeit des Theaterhauses Stuttgart. Unter anderem dort veranstaltete er regelmäßig  Podiumsdiskussionen („Küchengespräche“) mit prominenten Gästen aus Kultur, Politik, Wirtschaft und Sport. Im Jahr 1999 schrieb, veranstaltete und moderierte er eine Reihe über Ereignisse und Persönlichkeiten des vorangegangenen Millenniums.
Er ist Enkel des Ökonomen Bernhard Harms. Einer seiner Söhne ist der ehemalige Spiegel-Online-Chef und heutige Chefredakteur von t-online Florian Harms.

## Werke
- Stuttgart – Kunst und Kultur, Factor Verlag Stuttgart
- Für eine neue Medizin, Aethera